# Etilendiamina
L'etilendiamina és el compost orgànic amb la fórmula C₂H₄(NH₂)₂. Es tracta d'un líquid incolor amb una olor similar a l'amoníac, i és una amina molt bàsica. És un bloc constructiu àmpliament utilitzat en síntesi química, amb aproximadament 500.000 tones produïdes el 1998. L'etilendiamina reacciona fàcilment amb la humitat a l'aire humit per produir una boira corrosiva, tòxica i irritant, a la qual fins i tot exposicions curtes poden causar greus danys a la salut. És el primer membre de les anomenades polietilè amines.